# Cecily von Ziegesar

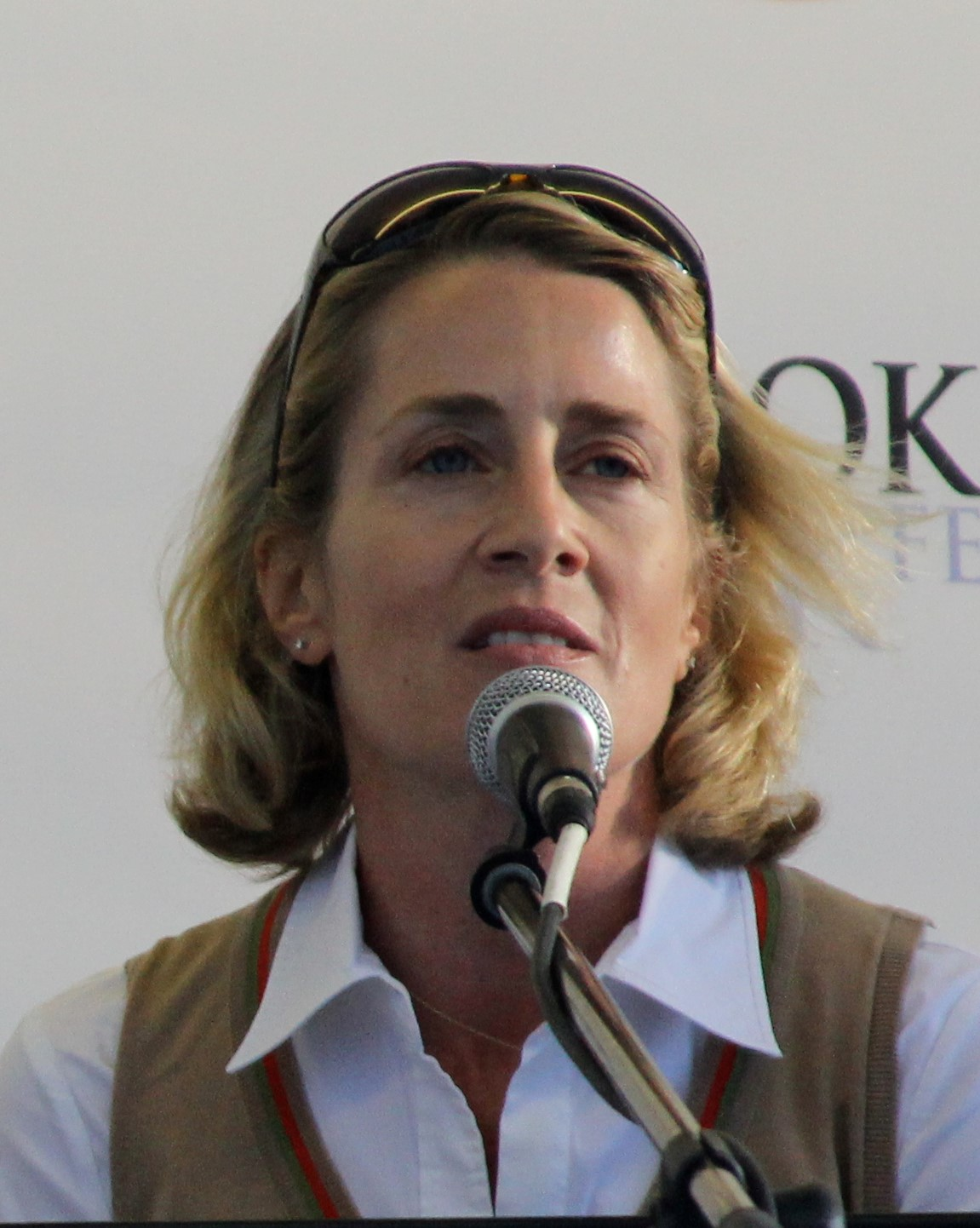
Cecily von Ziegesar (2012)

Cecily Brooke von Ziegesar (* 27. Juni 1970 in Norwalk, Connecticut) ist eine US-amerikanische Schriftstellerin. Ihre Romane richten sich an Teenager.

## Leben

### Jugend und Bildung
Ihr Vater entstammte dem deutschen Adelsgeschlecht Ziegesar. Als Kind besuchte sie Ballettunterricht, wollte eine Ballerina werden, wurde jedoch bei der School of American Ballet abgelehnt. Als sich die Eltern trennten, zog sie von Connecticut nach Manhattan. Sie besuchte zuerst die elitäre Mädchenschule Nightingale-Bamford School in Upper East Side und dann bis 1992 das Colby College in Waterville, Maine. Sie reiste nach Budapest aus, arbeitete beim örtlichen Rundfunksender, kehrte nach einem Jahr zurück und studierte Kreatives Schreiben an der University of Arizona. Danach fand sie in New York bei der Buchverpackungsfirma Alloy Entertainment eine Anstellung.

### Schriftstellerisches Wirken
Cecily von Ziegesar debütierte im Jahr 2002 mit dem Buch Gossip Girl. Das Buch erwies sich als Erfolg und schaffte es in die Bestsellerliste der New York Times. Danach hat sie vierzehn Nachfolgebände geschrieben. Die Buchreihe behandelt das Leben von Teenagern der reichen Oberschicht in New York City. Im Mittelpunkt stehen Partys, Drogen, Alkohol und Designerkleidung, Sex und gesellschaftlicher Klatsch, der in der Serie von einem geheimnisvollen „Gossip Girl“ (gossip = Klatsch, Tratsch) über eine Internetseite verbreitet wird.
Die ersten zehn Bände einer Spin-off-Serie unter dem Titel The It Girl auf Englisch sind bereits erschienen und bisher fünf in die deutsche Sprache übersetzt worden. Eine Verfilmung war zumindest geplant.

## Fernsehserie
Eine Adaption ihres Bestsellers Gossip Girl lief von 2006 bis 2012 beim US-Network The CW. Die Serie wurde von Josh Schwartz, dem Schöpfer der US-Fernsehserie O.C., California, produziert.

## Werke
- Gossip Girl – Ist es nicht schön, gemein zu sein?. cbj-Verlag, München 2003, ISBN 3-570-12768-0
- Ihr wisst genau, dass ihr mich liebt (You know you love me) cbj-Verlag, München 2003, ISBN 3-570-12769-9
- Alles ist mir nicht genug (All I want is everything) cbj-Verlag, München 2004, ISBN 3-570-12771-0
- Lasst uns über Liebe reden (Because I’m worth it) cbj-Verlag, München 2004, ISBN 3-570-12772-9
- Wie es mir gefällt (I like it like that) cbj-Verlag, München 2005, ISBN 3-570-12852-0
- Ich lebe lieber hier und jetzt (You’re the one that I want) cbj-Verlag, München 2005, ISBN 3-570-12853-9
- Sag niemals nie (Nobody does it better) cbj-Verlag, München 2005, ISBN 3-570-12854-7
- Lass uns einfach Feinde bleiben (Nothing can keep us together) cbj-Verlag, München 2006, ISBN 3-570-12855-5
- Träum doch einfach weiter (Only in your dreams) cbj-Verlag, München 2007, ISBN 978-3-570-13123-7
- Das haben wir uns verdient (Would I lie to you) cbj-Verlag, München 2007, ISBN 978-3-570-13124-4
- Liebt er mich? Liebt er dich? (Don’t you forget about me) cbj-Verlag, München 2008, ISBN 3-570-13125-4
- Wie alles begann (It had to be you) cbj-Verlag, München 2008, ISBN 978-3-570-16006-0
- Es kann nur eine geben (The Carlyles #1) cbj-Verlag, München 2009, ISBN 978-3-570-16013-8
- Manche kriegen nie genug (You just can’t get enough)
- Nimm doch einfach mich
- Liebe deinen Nächsten – und nicht nur ihn!
- Alte Liebe, neue Lügen
- Wie alles begann (Gossip Girl Prequel)

außerdem die Bände ihrer Reihe 'It Girl'
- Jung, sexy und beliebt, (The It Girl 1) cbj-Verlag, München 2007, ISBN 978-3-570-13120-6
- Berühmt und berüchtigt, (The It Girl 2) cbj-Verlag, München 2007, ISBN 978-3-570-13121-3
- Wild und gefährlich, (The It Girl 3) cbj-Verlag, München 2008, ISBN 3-570-13122-X
- Süß, naiv und intrigant, (The It Girl 4) cbj-Verlag, München 2009, ISBN 978-3-570-16014-5
- Rasant und unwiderstehlich, (The It Girl 5) cbj-Verlag, München 2010, ISBN 3-570-16015-7